# Benalmádena
Benalmádena je město nacházející se asi 12 km od Malagy v provincii Málaga v autonomním společenství Andalusie. Její část zasahuje i do tzv. Costa del Sol. Ve městě žije přibližně 78 tisíc obyvatel, ovšem ještě v roce 2010 to bylo asi 58 tisíc obyvatel a v roce 1990 jen 25 tisíc. Benalmádena se skládá ze tří sídelních jednotek:
- Benalmádena Pueblo
- Benalmádena Costa
- Arroyo de la Miel

Obcí prochází dálnice A-7. Obec se nachází na úpatí Sierra de Mijas. Je zde také stanice příměstských vlaků cercanías linky Málaga – Fuengirola. V obci se nachází řada turistických atrakcí.
Narodil se zde fotbalista Isco (* 1992).